# Der Mann, der zweimal leben wollte
Der Mann, der zweimal leben wollte ist ein deutsches Kinomelodram aus dem Jahre 1950 von Viktor Tourjansky mit Rudolf Forster, der hier in seinem ersten Nachkriegsfilm zu sehen ist, in der Titelrolle. Die damals 19-jährige Medizinstudentin Marianne Koch gab hier ihr Filmdebüt, die Romanvorlage zu dieser Geschichte lieferte Fred Andreas.

## Handlung
Der alternde Chefarzt einer großen Klinik, Professor Hesse, hat eigentlich alles, was man sich wünschen kann: Ruhm, Anerkennung, eine liebende Ehefrau, von der er sich allerdings mehr und mehr entfremdet hat, und zwei halbwüchsige Kinder, die aus dem Gröbsten raus sind. Und dennoch ist er zutiefst unzufrieden mit seinem Leben, findet seine Existenz sinnentleert und stellt sich die klassische Frage „Soll das denn schon alles gewesen sein?“. Nein, glaubt er, das darf nicht so sein. Er hat ein Anrecht darauf, so meint er, ein anderes, ein alternatives, ein neues Leben zu führen, das keinerlei Berührungspunkte mit dem alten haben dürfe. Und so inszeniert er eines Tages einen Autounfall, um aus dem bisherigen Leben und dem Klinikalltag auszubrechen und irgendwo anders ganz von vorn anzufangen. Nur seine Sekretärin Maria Monnard weiß Bescheid. Sie ist seine Geliebte, die ihn in die neue Zukunft begleiten will. Er ist der Mann, der zweimal leben wollte.
Doch was in der Theorie verlockend klingt, ist in der Realität unendlich schwieriger umzusetzen. Der eine Versuch, auf einem Fischkutter zu entschwinden, ist ebenso zum Scheitern verurteilt wie der Glaube, im Ausland als Alm-Öhi hoch in den Bergen ein neues Lebensziel zu finden. Immer wieder holt ihn sein altes Leben wieder ein, und auch dieses neue Leben erweist sich als wenig zufriedenstellend. Eines Tages erreicht Professor Hesse auf Umwegen die Nachricht, dass sein Sohn Kai schwer erkrankt ist. Augenblicklich begibt sich der Mediziner an seine alte Wirkungsstätte, muss aber vor Ort erkennen, dass er überflüssig geworden und durch jemand anderen ersetzt worden ist. Auf ganzer Linie enttäuscht, verschwindet der Professor gesenkten Hauptes und völlig desillusioniert ins Ungewisse. Dem Zuschauer wird nicht gesagt, für welche Zukunft sich Hesse entscheiden wird.

## Produktionsnotizen
Der Film entstand Mitte 1950 in den Filmstudios von München-Geiselgasteig sowie in den bayerischen Alpen (Außenaufnahmen). Die Uraufführung erfolgte am 15. September 1950 in den Hannoveraner Weltspielen. Die Berliner Premiere fand am 1. Dezember desselben Jahres statt.
Jacob Geis übernahm die Produktionsleitung. Die Filmbauten stammen von Franz Bi und Botho Höfer.

## Kritiken
Kritiker Dieter Fritko fand in der Frankfurter Rundschau kaum freundliche Worte. Hier hieß es, Forster als Professor schreite „einsam in jenen Nebel, der sowohl atmosphärisch als auch gedanklich den Film etwas verworren macht“ und fand, dass er „den soignierten Weltschmerz bis über die Grenze des Glaubhaften“ verkörpere. Fazit: „Zusammen mit der unfilmischen Mimik der Burgtheater-Schule ergeben sich Eindrücke, die zuweilen an die Seelenzustände eines Sekundaners erinnern.“
In Der Spiegel war zu lesen: „Heinz Pauck war mit Ehrgeiz darauf aus, dem Thema aus dem rein Abenteuerlichen einen Schubs ins Höhere zu geben. […] Die Kamera hat es vor solchen inwendigen Zuständen und Vorgängen nicht so leicht, wie sie es gehabt hätte, wenn der Fall des Professors Hesse als eine spannende, schnell bewegte Abenteurerei von Flucht und Verfolgung in Gang gebracht wäre. Sie muß, um den ehrgeizig erstrebten seelischen Tiefgang zu demonstrieren, die unsichtbare Stimme des Gewissens zu Hilfe holen und tritt derweil auf der Stelle. Und verläßt sich dabei auf Rudolf Forster. Elegante Melancholie und hochkultivierte Reserviertheit, leise gespielt, waren immer seine Spezialität. […] Victor Tourjansky […] konnte nichts Besseres tun, als den deklamierenden Teil des Films meterlang auf das Gesicht Rudolf Forsters zu konzentrieren.“
Der Filmdienst urteilte: „Angestrengt nebulöses und unglaubwürdiges Melodram, das krampfhaft einem ausweglosen Kompromiß zwischen Happy-End und tragischer Lösung zusteuert.“